# Cary (Misisipi)
Cary es un pueblo del Condado de Sharkey, Misisipi, Estados Unidos. Según el censo de 2000 tenía una población de 427 habitantes.

## Demografía
Según el censo de 2000, había 427 personas, 146 hogares y 107 familias residiendo en la localidad. La densidad de población era de 225,8 hab./km². Había 165 viviendas con una densidad media de 87,3 viviendas/km². El 34,66% de los habitantes eran blancos, el 64,40% afroamericanos, 0,70% asiáticos y el 0,23% pertenecía a dos o más razas. El 1,64% de la población eran hispanos o latinos de cualquier raza.
Según el censo, de los 146 hogares en el 32,9% había menores de 18 años, el 43,8% pertenecía a parejas casadas, el 25,3% tenía a una mujer como cabeza de familia, y el 26,7% no eran familias. El 24,7% de los hogares estaba compuesto por un único individuo, y el 8,9% pertenecía a alguien mayor de 65 años viviendo solo. El tamaño promedio de los hogares era de 2,92 personas, y el de las familias de 3,50.
La población estaba distribuida en un 34,2% de habitantes menores de 18 años, un 7,5% entre 18 y 24 años, un 27,4% de 25 a 44, un 20,8% de 45 a 64, y un 10,1% de 65 años o mayores. La media de edad era 32 años. Por cada 100 mujeres había 84,8 hombres. Por cada 100 mujeres de 18 años o más, había 77,8 hombres.
Los ingresos medios por hogar en la localidad eran de 20.833 dólares ($), y los ingresos medios por familia eran 23.750 $. Los hombres tenían unos ingresos medios de 21.375 $ frente a los 20.417 $ para las mujeres. La renta per cápita para la ciudad era de 11.372 $. El 36,7% de la población y el 31,0% de las familias estaban por debajo del umbral de pobreza. El 56,3% de los menores de 18 años y el 12,7% de los habitantes de 65 años o más vivían por debajo del umbral de pobreza.

## Geografía
Según la Oficina del Censo de los Estados Unidos, la localidad tiene un área total de 1,9 km², todos ellos correspondientes a tierra firme.